# Noite dos Mascarados
Noite dos Mascarados é uma canção do compositor brasileiro Chico Buarque, lançada em 1967 e uma das faixas do álbum Chico Buarque de Hollanda - Volume 2, gravada em dueto com Jane Moraes.
A música foi motivada pela censura, pois surgiu para substituir uma das dezesseis canções criadas para o musical Meu Refrão. A música proibida era Tamandaré (canção), que a marinha brasileira interpretou como desrespeito ao seu patrono.